# Nittileaks
Nittileaks är ett svenskt TV-program som hade premiär den 11 april 2011 i Kanal 5  och är en svensk TV-serie med Filip Hammar och Fredrik Wikingsson som programledare. Nittileaks handlar om 1990-talets politiska händelser, musik, nöje, kändisar, mode och underhållning, och varje program avhandlar ett specifikt år. Hus-DJ är E-Type.

## Avsnitt
| Nr | Titel  | Gäster                                                                      | Sändningsdatum | Tittarantal |
| -- | ------ | --------------------------------------------------------------------------- | -------------- | ----------- |
| 1  | "1990" | Adam Alsing och Darin                                                       | 11 april 2011  | 345 000     |
| 2  | "1991" | Magnus Betnér, Jessika Gedin, Camilla Henemark, Andreas Weise och One Voice | 18 april 2011  | 382 000     |
| 3  | "1992" | Peter Wahlbeck, Kajsa Mellgren och Plura och Familjen                       | 25 april 2011  | 284 000     |
| 4  | "1993" | Sofia Wistam, Ulf Ekberg och Daniel Adams-Ray                               | 2 maj 2011     | 321 000     |
| 5  | "1994" | Patrick Ekwall, Thomas Ravelli och Miodrag Belodedici                       | 9 maj 2011     | 299 000     |
| 6  | "1995" | Henrik Schyffert, Cecilia Vennersten och The Soundtrack of Our Lives        | 16 maj 2011    | 305 000     |
| 7  | "1996" | Felix Herngren, Dominika Peczynski och Timbuktu                             | 23 maj 2011    | 306 000     |
| 8  | "1997" | David Hellenius, Anders Limpar och Hjalle och Heavy                         | 30 maj 2011    | 372 000     |
| 9  | "1998" | Kristian Luuk, Gry Forssell och Kleerup                                     | 6 juni 2011    | 372 000     |
| 10 | "1999" | Alex Schulman, Michael Brinkenstjärna och Dr. Alban                         | 13 juni 2011   | 326 000     |